# فلاديمير أندريفيتش ماركوف
فلاديمير أندريفيتش ماركوف (بالروسية: Влади́мир Андре́евич Ма́рков) هو عالم رياضيات روسي و هو الأخ الأصغر لعالم الرياضيات آندريه ماركوف. أثبت هو وأخوه الأكبر فرضية رياضية سميت بإسميهما ألا وهي تباين الأخوين ماركوف. توفي فلاديمير شاباً بالغا من العمر 25 عاماً بعد إصابته بداء السل.

## وصلات خارجية
- صورة فلاديمير ماركوف